# Rio Cachoeira (vattendrag i Brasilien, Paraná, lat -25,39, long -48,72)
Rio Cachoeira är ett vattendrag i Brasilien.   Det ligger i delstaten Paraná, i den södra delen av landet, 1 100 km söder om huvudstaden Brasília.
I omgivningarna runt Rio Cachoeira växer i huvudsak städsegrön lövskog. Runt Rio Cachoeira är det ganska glesbefolkat, med 43 invånare per kvadratkilometer.